# Humán 4-es kromoszóma
- A 4-es kromoszóma a legnagyobb a 24-féle humán kromoszóma közül. Egyike a 22 autoszómának.

## A 4-es kromoszóma jellegzetességei
- Bázispárok száma: 191 411 218
- Gének száma: 866
- Ismert funkciójú gének száma: 743
- Pszeudogének száma: 424
- SNP-k (single nucleotide polymorphism = egyszerű nukleotid polimorfizmus) száma: 560 411

## A 4-es kromoszóma anomáliái

### Deléciók, mikrodeléciók
- Wolf-Hirschhorn szindróma

## A 4-es kromoszómához kapcsolódó betegségek
Az O.M.I.M rövidítés az Online Mendelian Inheritance in Man, azaz Mendeli öröklődés emberben adatbázis oldalt jelöli, ahol további információ található az adott betegségről, génről.

| Patológia                            | Öröklődés | O.M.I.M | Lokusz | Gén   | A gén által kódolt fehérje |  |
| ------------------------------------ | --------- | ------- | ------ | ----- | -------------------------- |  |
| Wolf-Hirschhorn-szindróma            |           |         |        |       |                            |  |
| Akondroplázia                        | Domináns  |         |        |       |                            |  |
| Landouzy-Dejerine miopátia           |           |         |        |       |                            |  |
| Nanisme thanatophore                 |           |         |        |       |                            |  |
| Domináns típusú renális polykystozis | Domináns  |         |        |       |                            |  |
| Ellis-Van Creveld-szindróma          |           |         |        |       |                            |  |
| Bardet-Biedl-szindróma               |           |         |        |       |                            |  |
| Romano-Ward-szindróma                |           |         |        |       |                            |  |
| Huntington chorea                    | Domináns  | 143100  | p16.3  | HD    |                            |  |
| Öves izomdisztrófia 2E típus         | Recesszív | 604286  | q12    | SGCB  |                            |  |
| Dysplasie de hanche (Type Beukes)    | Domináns  | 142669  |        |       |                            |  |
| SADDAN                               | Domináns  | 134934  | p16.3  | FGPR3 |                            |  |
| Surdité non syndromique              | Domináns  |         |        |       |                            |  |
|                                      |           |         |        |       |                            |  |
|                                      |           |         |        |       |                            |  |